# Zuid-Amerikaans kampioenschap voetbal vrouwen 2003
De Sudamericano Femenino 2003 was de 4de editie van de Sudamericano Femenino. Het werd gehouden in Peru van 9 tot 27 april in 2003. Ook was het toernooi voor CONMEBOL-regio, de mogelijkheid om zich te plaatsen voor het Wereldkampioenschap van 2003. De winnaar was Brazilië en ook de runner-up Argentinië plaatste zich voor het WK.
De teams werden in drie poules verdeeld. De nummers één van elke poule ging naar de finale poule. Brazilië was al geplaatst voor deze finale poule, omdat ze de winnaar van de 3de editie van de Sudamericano Femenino waren.

## Teams

### Poule A
- Peru
- Bolivia
- Chili

### Poule B
- Ecuador
- Venezuela
- Colombia

### Poule C
- Argentinië
- Paraguay
- Uruguay

### Reeds geplaatst voor Finale Poule
- Brazilië

## Groepsfase

### Poule A
| Land    | Wed | Win | Gel | Ver | DV | DT | +/− | Pnt |
| ------- | --- | --- | --- | --- | -- | -- | --- | --- |
| Peru    | 2   | 2   | 0   | 0   | 5  | 2  | +3  | 6   |
| Bolivia | 2   | 1   | 0   | 1   | 8  | 4  | +4  | 3   |
| Chili   | 2   | 0   | 0   | 2   | 2  | 9  | −7  | 0   |

#### Wedstrijdresultaten
9 april 2003
| Peru | 3-1 | Bolivia |  |

11 april 2003
| Bolivia | 7-1 | Chili |  |

13 april 2003
| Peru | 2-1 | Chili |  |

### Poule B
| Land      | Wed | Win | Gel | Ver | DV | DT | +/− | Pnt |
| --------- | --- | --- | --- | --- | -- | -- | --- | --- |
| Colombia  | 2   | 1   | 1   | 0   | 9  | 1  | +8  | 4   |
| Ecuador   | 2   | 1   | 1   | 0   | 3  | 1  | +2  | 4   |
| Venezuela | 2   | 0   | 0   | 2   | 0  | 10 | −10 | 0   |

#### Wedstrijdresultaten
9 april 2003
| Ecuador | 2-0 | Venezuela |  |

11 april 2003
| Colombia | 8-0 | Venezuela |  |

13 april 2003
| Ecuador | 1-1 | Colombia |  |

### Poule C
| Land       | Wed | Win | Gel | Ver | DV | DT | +/− | Pnt |
| ---------- | --- | --- | --- | --- | -- | -- | --- | --- |
| Argentinië | 2   | 2   | 0   | 0   | 11 | 0  | +11 | 6   |
| Paraguay   | 2   | 1   | 0   | 1   | 3  | 4  | −1  | 3   |
| Uruguay    | 2   | 0   | 0   | 2   | 1  | 11 | −10 | 0   |

#### Wedstrijdresultaten
9 april 2003
| Argentinië | 3-0 | Paraguay |  |

11 april 2003
| Uruguay | 1-3 | Paraguay |  |

13 april 2003
| Argentinië | 8-0 | Uruguay |  |

## Finale Poule
| Land       | Wed | Win | Gel | Ver | DV | DT | +/− | Pnt |
| ---------- | --- | --- | --- | --- | -- | -- | --- | --- |
| Brazilië   | 3   | 3   | 0   | 0   | 18 | 2  | +16 | 9   |
| Argentinië | 3   | 1   | 1   | 1   | 6  | 6  | +0  | 4   |
| Colombia   | 3   | 1   | 0   | 2   | 3  | 15 | −12 | 3   |
| Peru       | 3   | 0   | 1   | 2   | 1  | 5  | −4  | 1   |

#### Wedstrijdresultaten
23 april 2003
| Brazilië | 3-2 | Argentinië |  |
| Peru     | 0-1 | Colombia   |  |

25 april 2003
| Colombia | 2-3 | Argentinië |  |
| Brazilië | 3-0 | Peru       |  |

27 april 2003
| Brazilië | 12-0 | Colombia   |  |
| Peru     | 1-1  | Argentinië |  |

## Kampioen
| Sudamericano Femenino 2003 |
| -------------------------- |
| BRAZILIË 4de titel         |